# Arvicanthis neumanni
Arvicanthis neumanni là một loài động vật có vú trong họ Chuột, bộ Gặm nhấm. Loài này được Matschie mô tả năm 1894.